# Pomen
Pomen se lahko nanaša na:
- pomen v jezikoslovju, ki se ga razbere skozi rabo jezika
- nejezikovni pomen (namerno sporazumevanje brez uporabe jezika) in naravni pomen, kjer ni očitnega namena
- pomen v znakoslovju, ki je povezan s širjenjem znakov in razmerij med njimi
- pomen kot odnos med ontologijo in resnico
- pomen kot referenca oziroma enakost
- pomen v eksistencializmu

## Pomen v lingvistiki
Pomen je vsebina, ki jo imajo besede ali znaki, ki jih ljudje izmenjujejo pri komunikaciji s pomočjo jezika. Posredovanje pomena je namen in funkcija jezika. Lahko nam prikliče določeno idejo ali označuje realno stvarnost. Vprašanja, kakšen pomen imajo besede in drugi znaki in kaj pravzaprav pomeni, če rečemo, da »ima nekaj pomen«, so ključna za razumevanje jezika. Pomen besede namreč ni vedno samo eden.
V slovarjih lahko najdemo več pomenov besede kos. Vsak pomen temelji na kontekstu iz stavka. Na primer: 
Pojedel sem kos torte.
Kos je žvrgolel na veji.
V vsakem stavku s pomočjo namigov, ki nam jih da ostali del stavka, ugotovimo pomen besede.
Računalniki in ljudje berejo besede eno za drugo, zato morajo, da najdejo pravi pomen besede, uporabiti proces imenovan disambiguacija večpomenskih besed.  
Pomen v lingvistiki preučujejo filozofija in semiotika ter predvsem filozofija jezika, uma in logike. Z njim se ukvarjata tudi semantika (ki preučuje tradicionalne pomene besed in povezave med njimi) in pragmatika (ki preučuje, kako posamezniki uporabljajo jezik).

### Semantika
Semantika preučuje pomen v komunikaciji. V lingvistiki preučuje predstavo znakov, ki jih ljudje uporabljamo v različnih okoliščinah in kontekstih. Tradicionalno se semantika ukvarja le z dobesednim pomenom. 

### Pragmatika
Pragmatika preučuje sposobnost komunikacije naravnih govorcev jezika. Sposobnost, da razumemo pomen besed, ki nam jih govorec sporoča, imenujemo pragmatična zmožnost. Obenem pragmatika preučuje tudi načine, s katerimi govorec lahko doseže svoj namen. 

### Semiotika
Semiotika preučuje znake in simbole v komunikaciji. Obenem se ukvarja z nastajanjem in razumevanjem pomena besed ali drugih jezikovnih znakov.

## Nejezikovni in naravni pomen
Nejezikovni pomen je dejanska oziroma možna izpeljava iz stavka, ki ni povezana z znaki, ki imajo kakršenkoli temeljni oziroma primarni namen komunikacije. Je splošen izraz, ki ga uporabljamo za različne pomene besede »pomen«, neodvisno od njegove lingvistične uporabe. Včasih ga lahko uporabljamo tudi za opis predstav, ki jih imajo ljudje o svetu. Pomen torej lahko opisuje notranje delovanje uma, vendar pa je ta vrsta pomena globoko psihološka. 
Dodatna vrsta nejezikovnega pomena je naravni pomen. Ta se zgodi, kadar določen znak naravno povežemo z drugim dogodkom, ne da bi za to potrebovali kakršnokoli dogovorjeno povezavo med njima. Npr.: »Ti oblaki pomenijo dež,« »pomenijo« opisuje naravno asociacijo/povezavo.

## Pomen v semiotiki
V semiotiki je pomen znaka njegovo mesto v znakovnem razmerju, torej gre za niz vlog, ki jih zavzema v danem znakovnem razmerju.
Poznamo dva različna vidika pomena, ki ju lahko približno analiziramo, in sicer konotativno in denotativno razmerje. Konotativno razmerje je razmerje med znaki in interpretanti znakov. Denotativno razmerje pa je razmerje med znaki in predmeti. Med označevalcem in označencem obstaja poljubna zveza.

## Pomen v eksistencializmu
V eksistencializmu razumemo pomen kot smisel življenja.